# Велен-ан-Е
Веле́н-ан-Е (фр. Velaine-en-Haye) — колишній муніципалітет у Франції, у регіоні Гранд-Ест, департамент Мерт і Мозель. Населення — 1415 осіб (2011).
Муніципалітет був розташований на відстані близько 270 км на схід від Парижа, 50 км на південь від Меца, 12 км на захід від Нансі.

## Історія
До 2015 року муніципалітет перебував у складі регіону Лотарингія. Від 1 січня 2016 року належав до нового об'єднаного регіону Гранд-Ест.
1 січня 2019 року Велен-ан-Е і Сексе-ле-Буа було об'єднано в новий муніципалітет Буа-де-Е.

## Демографія
Динаміка населення (INSEE ):
Розподіл населення за віком та статтю (2006):
| Стать | Всього | До 15 років | 15-24 | 25-44 | 45-64 | 65-85 | Понад 85 |
| --- | ------ | ----------- | ----- | ----- | ----- | ----- | -------- |
| Чоловіки | 814    | 160         | 171   | 210   | 237   | 36    | 0        |
| Жінки | 737    | 143         | 74    | 197   | 258   | 53    | 12       |
| \| Статево-вікова піраміда \| Статево-вікова піраміда \| Статево-вікова піраміда \| \| ----------------------- \| ----------------------- \| ----------------------- \| \| Чоловіки \| Вік \| Жінки \| \| 0 \| 85 + \| 12 \| \| 4 \| 80-84 \| 8 \| \| 4 \| 75-79 \| 4 \| \| 12 \| 70-74 \| 25 \| \| 16 \| 65-69 \| 16 \| \| 41 \| 60-64 \| 37 \| \| 78 \| 55-59 \| 82 \| \| 57 \| 50-54 \| 69 \| \| 61 \| 45-49 \| 70 \| \| 74 \| 40-44 \| 82 \| \| 74 \| 35-39 \| 57 \| \| 33 \| 30-34 \| 29 \| \| 29 \| 25-29 \| 29 \| \| 49 \| 20-24 \| 25 \| \| 122 \| 15-20 \| 49 \| \| 86 \| 10-14 \| 61 \| \| 29 \| 5-9 \| 49 \| \| 45 \| 0-4 \| 33 \| |        |             |       |       |       |       |          |
| Статево-вікова піраміда |        |             |       |       |       |       |          |
| Чоловіки | Вік    | Жінки       |       |       |       |       |          |
| 0 | 85 +   | 12          |       |       |       |       |          |
| 4 | 80-84  | 8           |       |       |       |       |          |
| 4 | 75-79  | 4           |       |       |       |       |          |
| 12 | 70-74  | 25          |       |       |       |       |          |
| 16 | 65-69  | 16          |       |       |       |       |          |
| 41 | 60-64  | 37          |       |       |       |       |          |
| 78 | 55-59  | 82          |       |       |       |       |          |
| 57 | 50-54  | 69          |       |       |       |       |          |
| 61 | 45-49  | 70          |       |       |       |       |          |
| 74 | 40-44  | 82          |       |       |       |       |          |
| 74 | 35-39  | 57          |       |       |       |       |          |
| 33 | 30-34  | 29          |       |       |       |       |          |
| 29 | 25-29  | 29          |       |       |       |       |          |
| 49 | 20-24  | 25          |       |       |       |       |          |
| 122 | 15-20  | 49          |       |       |       |       |          |
| 86 | 10-14  | 61          |       |       |       |       |          |
| 29 | 5-9    | 49          |       |       |       |       |          |
| 45 | 0-4    | 33          |       |       |       |       |          |

## Економіка
2010 року серед 1011 осіб працездатного віку (15—64 років) 750 були активними, 261 — неактивною (показник активності 74,2%, у 1999 році було 71,9%). З 750 активних мешканців працювало 705 осіб (381 чоловік та 324 жінки), безробітними було 45 (21 чоловік та 24 жінки). Серед 261 неактивної 113 осіб було учнями чи студентами, 101 — пенсіонерами, 47 були неактивними з інших причин.

У 2010 році в муніципалітеті числилось 523 оподатковані домогосподарства, у яких проживали 1414,0 особи, медіана доходів виносила 27 207 євро на одного особоспоживача